# Mistrzostwa Polski Par Klubowych na Żużlu 2023
Mistrzostwa Polski Par Klubowych na Żużlu 2023 – zawody żużlowe, mające na celu wyłonienie medalistów mistrzostw Polski par klubowych w sezonie 2023.
Finał rozegrano w Rzeszowie, tytuł obronili zawodnicy Platinum Motor Lublin. W fazie zasadniczej zespoły z Lublina i Leszna uzbierały tę samą liczbę punktów i potrzebna była dogrywka, którą wygrał zawodnik z Lublina Bartosz Zmarzlik. Podobna sytuacja była z walką o trzecie miejsce. Taką samą liczbę punktów po fazie zasadniczej uzbierali zawodnicy z Częstochowy i Torunia. Dodatkowy bieg o brąz wygrał zawodnik z Częstochowy Leon Madsen.

## Finał[1]
| Miejsce | Kluby                                | Suma | Zawodnicy                                                    | Punkty                                               |
| ------- | ------------------------------------ | ---- | ------------------------------------------------------------ | ---------------------------------------------------- |
| 1       | Platinum Motor Lublin                | 22+3 | 5. Bartosz Zmarzlik 6. Dominik Kubera 17. Fredrik Lindgren   | 10+1 (3,1,3,2*,-,1)+3 11+1 (2*,3,-,3,3,0) 1 (0,1)    |
| 2       | Fogo Unia Leszno                     | 22+2 | 9. Chris Holder 10. Janusz Kołodziej 19. Bartosz Smektała    | 8 (3,0,2,-,3,-) 8+1 (1,2,-,2*,-,3) 6+1 (0,3,1,2*) +2 |
| 3       | Tauron Włókniarz Częstochowa         | 18+3 | 7. Leon Madsen 8. Kacper Woryna 18. Jakub Miśkowiak          | 15 (d,3,3,3,3,3) +3 2 (1,1,0,-,-,w) 1 (1,0)          |
| 4       | For Nature Solutions KS Apator Toruń | 18+2 | 11. Patryk Dudek 12. Robert Lambert 20. Paweł Przedpełski    | 2 (0,-,1,-,1,-) 14 (2,3,3,1,3,2) +2 2 (1,0,1)        |
| 5       | Texom Stal Rzeszów                   | 17   | 1. Marcin Nowak 2. Jacob Thorssell 15. Rafał Karczmarz       | 6+1 (2,1,1*,d,0,2) 11+2 (1*,3,2,2,2,1*) NS           |
| 6       | Cellfast Wilki Krosno                | 15   | 13. Krzysztof Kasprzak 14. Jason Doyle 21. Mateusz Świdnicki | 3 (0,2,1,d,-,-) 12 (2,d,3,2,2,3) 0 (0,0)             |
| 7       | ebut.pl Stal Gorzów                  | 14   | 3. Anders Thomsen 4. Szymon Woźniak 16. Oskar Fajfer         | 6 (0,2,-,-,2,2) 5+2 (3,0,1*,0,-,1*) 3 (2,1,0)        |

Bieg po biegu:
1. Woźniak, Nowak, Thorssell, Thomsen
2. Zmarzlik, Kubera, Woryna, Madsen (d)
3. Holder, Lambert, Kołodziej, Dudek
4. Thorssell, Doyle, Nowak, Kasprzak
5. Kubera, Thomsen, Zmarzlik, Woźniak
6. Madsen, Kołodziej, Woryna, Holder
7. Lambert, Kasprzak, Przedpełski, Doyle (d)
8. Zmarzlik, Thorssell, Nowak, Lindgren
9. Madsen, Fajfer, Woźniak, Woryna
10. Doyle, Holder, Kasprzak, Smektała
11. Lambert, Thorssell, Dudek, Nowak (d)
12. Smektała, Kołodziej, Fajfer, Woźniak
13. Kubera, Zmarzlik, Lambert, Przedpełski
14. Madsen, Doyle, Miśkowiak, Kasprzak (d)
15. Holder, Thorssell, Smektała, Nowak
16. Lambert, Thomsen, Dudek, Fajfer
17. Kubera, Doyle, Lindgren, Świdnicki
18. Madsen, Nowak, Thorssell, Miśkowiak
19. Doyle, Thomsen, Woźniak, Świdnicki
20. Kołodziej, Smektała, Zmarzlik, Kubera
21. Madsen, Lambert, Przedpełski, Woryna (w)

Bieg dodatkowy o trzecie miejsce. Madsen, Lambert

Bieg dodatkowy o pierwsze miejsce. Zmarzlik, Smektała